# Tiskre
Tiskre (Duits: Tischer) is een plaats in de Estlandse gemeente Harku, provincie Harjumaa. De plaats heeft de status van dorp (Estisch: küla).
De plaats grenst aan de gelijknamige wijk in Tallinn. Tot 1975 was de wijk het noordelijke deel van het dorp. In dat jaar werd het noordelijke deel bij Tallinn gevoegd.

## Bevolking
De ontwikkeling van het aantal inwoners blijkt uit het volgende staatje:
| Jaar            | 2000 | 2010 | 2011 | 2017 | 2019 | 2020 | 2021 |
| --------------- | ---- | ---- | ---- | ---- | ---- | ---- | ---- |
| Aantal inwoners | 99   | 661  | 868  | 915  | 1064 | 1187 | 1615 |